# ISO 3166-2:AL
Kódy ISO 3166-2 pro Albánii identifikují 12 krajů (stav v roce 2015). První část (AL) je mezinárodní kód pro Albánii, druhá část sestává z dvou písmen identifikujících obvod. Kromě krajů mají své kódy i jednotlivé okresy.

## Seznam kódů

### Kraje
```
AL-01 
Berat

AL-02 
Durrës

AL-03 
Elbasan

AL-04 
Fier

AL-05 
Gjirokastër
 
AL-06 
Korçë

AL-07 
Kukës

AL-08 
Lezhë
 
AL-09 
Dibrë

AL-10 
Shkodër

AL-11 
Tiranë

AL-12 
Vlorë
```